# Croix-du-Bac British Cemetery
Le cimetière « Croix-du-Bac British Cemetery » est un cimetière de la Première Guerre mondiale situé à Steenwerck (Nord).

## Victimes
| Pays             | Victimes |
| ---------------- | -------- |
| Royaume-Uni      | 537      |
| Australie        | 11       |
| Nouvelle-Zélande | 5        |
| Total            | 554      |

## Coordonnées GPS
50° 40′ 02″ nord, 2° 47′ 51″ est